# Дашт (річка)
Дашт (урду دریائے دشت) — річка на південному заході Пакистану. Довжина близько 430 км. Бере початок в горах Мекран, протікає головним чином по їх горбистим передгір'ям і рівнинам, впадає в Аравійське море.
Режим річки мусонний (літні повені, взимку на значній протяжності пересихає). Несудноплавна.